# Jakobs-bogie
Jakobs-bogie (efter den tyske jernbaneingeniør William Jakobs, 1858-1942) er en bogie, der forbinder to vogne eller moduler i et tog eller en sporvogn. I danske togsæt anvendes Jakobs-bogie i bl.a. IC3, IR4, IC2, IC4 og Lint 41.
| Jernbane | Spire Denne jernbaneartikel er en spire som bør udbygges. Du er velkommen til at hjælpe Wikipedia ved at udvide den. |